# Grasso (lubrificante)

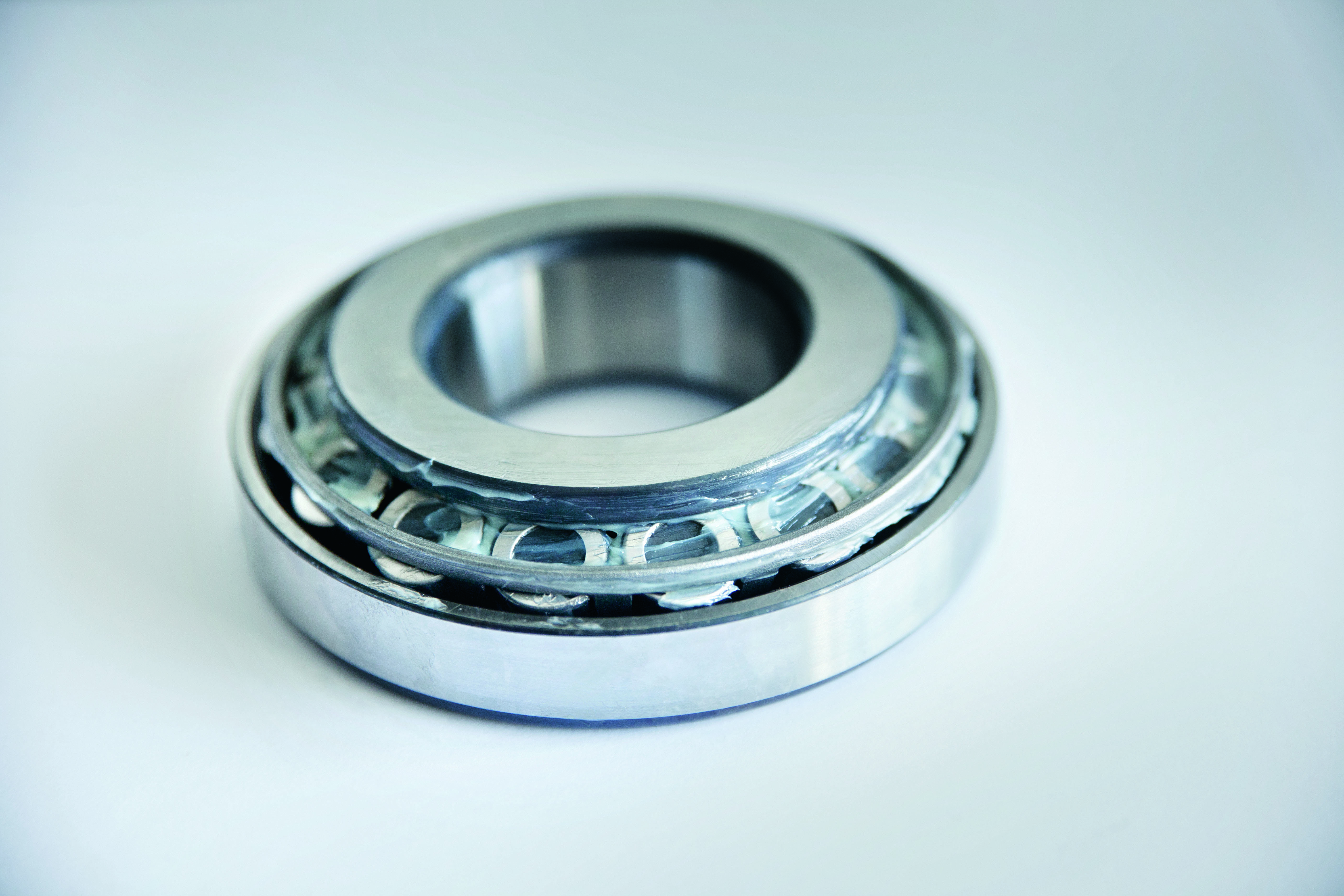
Cuscinetto ingrassato con Grasso RENOLIT - FUCHS Lubrificanti

Il grasso è un lubrificante ad elevata viscosità adatto a lubrificare superfici su cui agiscono alte pressioni. I primi grassi erano prodotti a base di calcio, sodio, litio, impastati con emulsioni saponose e oli minerali; oggi si formula anche per sintesi chimica. Si applica a mano o con l'ingrassatore.
La base del grasso è quasi sempre l'olio, minerale oppure sintetico, impastato con altri elementi. L'olio può ossidarsi e quindi anche il grasso può in parte ossidarsi e deteriorarsi con il tempo e con l'uso gravoso. Quando succede il suo colore tende a scurire, le proprietà lubrificanti peggiorano e compaiono trafilaggi e perdite, inoltre vengono rilasciate sostanze nocive per i materiali. Poiché in generale il grasso è un cattivo conduttore del calore si ossida con facilità alle alte temperature e provoca incrostazioni e residui carboniosi. Formulare prodotti adatti al calore è quindi molto più difficile per il grasso che per l'olio. 

La rapidità di ossidazione dipende soprattutto dalla temperatura, per cui se scaldato oltre una soglia chiamata punto di goccia il grasso saponoso tende a liquefarsi poiché la struttura del gel si frantuma; superata questa soglia le proprietà lubrificanti sono compromesse e anche se raffreddato non può più riacquistare le caratteristiche originali. Il punto di goccia è dunque un parametro essenziale nella scelta del grasso. I prodotti a vasto campo applicativo hanno come additivi numerose sostanze per alzare molto la temperatura del punto di goccia, perché risulta essere il carattere minimo tra tutti quelli in gioco nella composizione. Per impieghi importanti è quindi preferibile orientarsi sempre verso prodotti specifici e mai generici. 
Oltre alla soglia di temperatura superiore data dal punto di goccia, i grassi hanno anche una soglia inferiore al di sotto della quale possono diventare troppo duri e viscosi per l'utilizzo. Ancora una volta ciò è in buona parte dovuto alle caratteristiche dell'olio usato come base. 
L'intervallo di temperatura compreso tra la soglia inferiore e quella superiore definisce il range di utilizzabilità del prodotto e di solito è indicato sulla sua scheda tecnica.

## Proprietà
Il grasso è un fluido pseudo-plastico, cioè un fluido la cui viscosità è al di sotto della soglia di scorrimento. Quando viene applicata una forza sufficiente a superare questa soglia allora la viscosità scende al livello di quella tipica degli oli minerali (o degli additivi EP nel caso di grassi per ingranaggi). Con l'invecchiamento il valore di soglia tende a diminuire e il grasso diviene tissotropico.

## Classificazione NLGI
La classificazione dei grassi lubrificanti, in base alla loro consistenza, viene stabilita tramite la gradazione NLGI (National Lubricating Grease Institute). La classe di consistenza NLGI è uno standard internazionale che viene determinato misurando la penetrazione di un cono nel grasso; la temperatura di prova viene fissata a 25 °C e la modalità con cui il cono penetra viene descritta nella normativa DIN ISO 2137. Nei grassi teneri la penetrazione sarà maggiore; la misurazione della penetrazione viene successivamente riferita ad una scala da 000 a 6 per descrivere la consistenza NLGI del grasso.
| Classe di consistenza NLGI | Descrizione della consistenza |
| -------------------------- | ----------------------------- |
| 000                        | Fluido                        |
| 00                         | Poco fluido                   |
| 0                          | Semi fluido                   |
| 1                          | Molto soffice                 |
| 2                          | Soffice                       |
| 3                          | Semi duro                     |
| 4                          | Quasi duro                    |
| 5                          | Duro                          |
| 6                          | Solido                        |

## Applicazioni

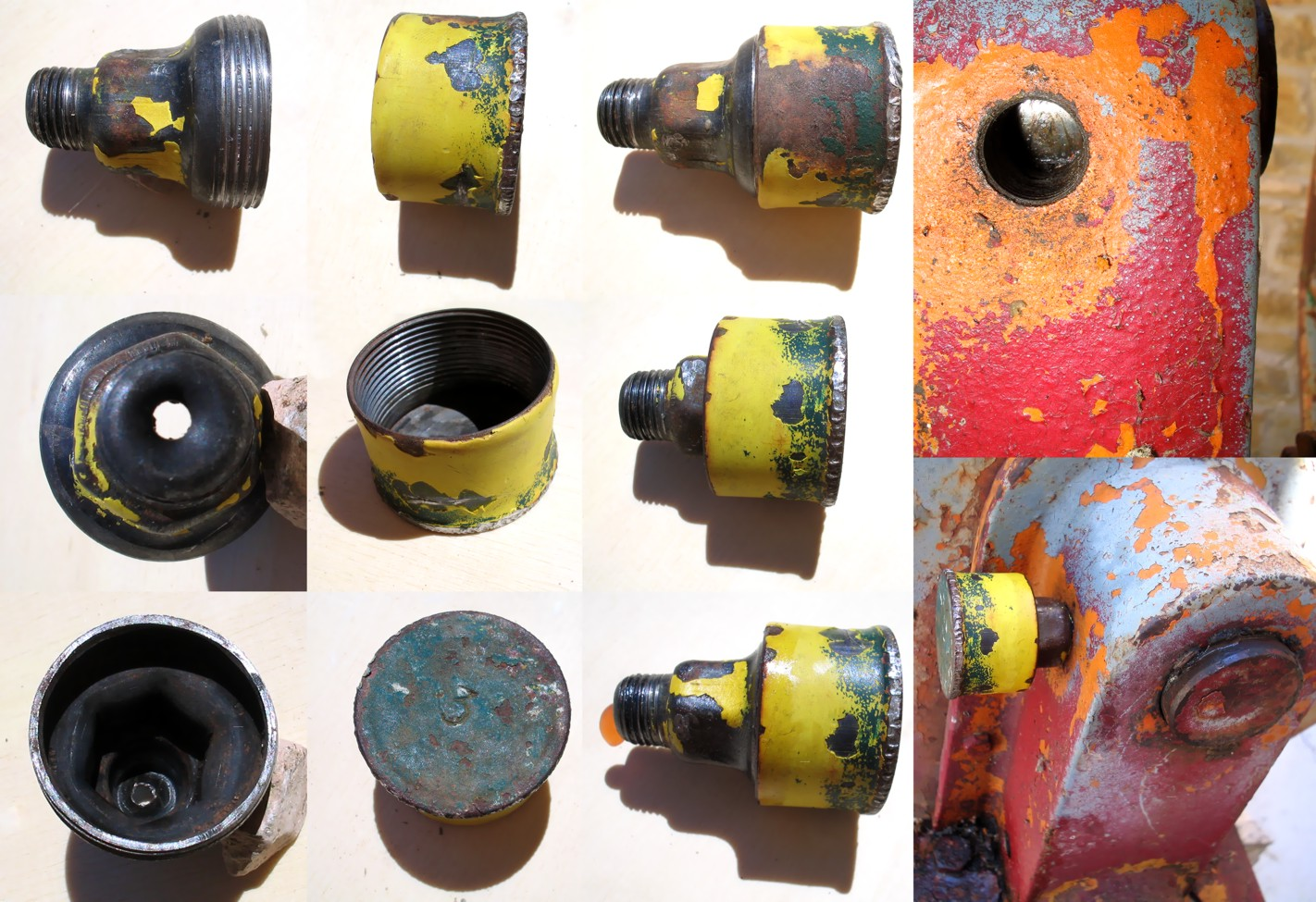
Ingrassatore stauffer, è possibile vedere i singoli componenti da differenti angolazioni, i limiti operativi (completamente aperto e chiuso) e la sede/macchina (betoniera) su cui viene applicato

Sono usati dove agiscono alte pressioni e dove i trafilaggi e i gocciolii di olio sono inaccettabili. Casi tipici sono i cuscinetti e le parti meccaniche a contatto con moto discontinuo o saltuario nelle quali sarebbe difficile o impossibile mantenere un velo d'olio in grado di tenerle sempre separate. All'inizio delle operazioni l'attrito delle parti lubrificate con grasso è sempre maggiore rispetto a quello delle parti lubrificate con olio, ma superata la soglia di scorrimento il velo di grasso diminuisce la sua viscosità e si comporta come un velo di olio minerale.
In linea di principio ogni tipo di grasso è adatto a compiti specifici, tuttavia questa suddivisione in origine molto netta è oggi più sfumata grazie alla sintesi chimica e agli additivi che riescono ad esaltare diverse proprietà e a rendere ogni grasso quasi polivalente. Per esempio i grassi impiegati per lubrificare sistemi striscianti, slitte e cuscinetti a rulli o comunque piani dovrebbero essere al sodio, per i cuscinetti piani molto lenti può andar bene il grasso al bario, per le alte pressioni (EP) e i cuscinetti a sfere servono grassi più specializzati, e così via.

## Tipi di grasso per categoria
I grassi possono per comodità d'uso dividersi in sei categorie: grassi costituiti da miscele di oli minerali e materiali solidi, da asfalti miscelati con oli leggeri, da sostanze saponose e oli minerali, adatti alle alte pressioni (EP), adatti al rotolamento, di uso generico.

### Per alte pressioni (EP)
Adatti a impieghi gravosi in cicli pesanti e industriali, per cuscinetti a sfere e a rulli, per cuscinetti piani ma molto sollecitati o che devono sopportare pesi notevoli, e soprattutto per ingranaggi. Non tollerano, però, le alte temperature e il punto di goccia si colloca attorno ai 150 °C. 

Contengono additivi che irrobustiscono il velo lubrificante per prevenire il suo distacco e quindi il contatto fra le superfici. Il velo si forma in seguito alla reazione chimica che avviene tra il metallo da lubrificare e gli additivi del grasso, di solito esotermica e quindi responsabile in parte dell'aumento della temperatura quando le pressioni in gioco sono molto elevate. Altri additivi a base di cloro, fosforo, cera cloridrica, fosfati e a volte zinco vengono impiegati per rafforzare alcune proprietà in considerazione della specificità richiesta al prodotto e per renderlo più adatto a sopportare grandi pressioni piuttosto che elevate velocità o piuttosto che materiali particolari da lubrificare.

### Oli minerali miscelati a sostanze solide
Sono lubrificanti pesanti adatti a usi speciali come in macchinari ad altissime pressioni ma basse velocità di scorrimento o rotolamento, per esempio su macchine cingolate per edilizia o gru.

### Asfalti miscelati a oli leggeri
In verità è improprio chiamarli grassi poiché trattasi di oli molto viscosi. Trovano impiego nella lubrificazione di funi e cavi metallici e di grandi ingranaggi lenti. Formano un velo protettivo che può coadiuvare il raffreddamento degli organi su cui vengono posti. La miscelazione con oli leggeri serve per migliorare il punto di scorrimento.

### Grassi per cuscinetti piani a rulli
Sono molto specifici e adatti quasi esclusivamente a questo impiego. La loro consistenza è molto saponosa e ben si adatta alla forma dei rulli.

### Sostanze saponose miscelate con oli
Sono i grassi oggi più comuni e le loro caratteristiche variano moltissimo a seconda degli additivi impiegati nella base saponosa.

### Per uso generico
Combinano di solito le caratteristiche di due o più grassi specializzati, a discapito delle caratteristiche più estreme. Negli impieghi poco gravosi e a temperatura ambiente possono sostituire senza difficoltà ogni tipo di altro grasso. Sono miscele complesse a base di sostanze saponose, bario, litio, calcio. Di solito non resistono all'acqua e non proteggono da corrosione e ruggine, però hanno ottima stabilità meccanica e proteggono dall'ossidazione. 

I meglio formulati hanno punto di fusione elevato e possono operare continuativamente a temperature di oltre 210 °C; offrono anche migliore resistenza all'acqua e stabilità eccezionale.

## Tipi di grasso per composizione
- Grasso al calcio, insolubile in acqua e poco resistente al calore.
- Grasso al sodio, solubile in acqua, più resistente al calore rispetto al grasso al Calcio.
- Grasso al litio, è una miscela molto resistente e adatta ai più disparati impieghi tra cui quello casalingo e automobilistico; il punto di gocciolamento è superiore ai 350 °C e lo rende idoneo a sopportare il calore.
- Grasso al bario, per usi generici, resiste bene alla temperatura ma poco ai movimenti rapidi.
- Grasso al rame, anche detto grasso ramato, composto da fine polvere di Rame impastata nel grasso è usato per proteggere i filetti e resiste a temperature di oltre 1 000 °C, non è solubile in acqua.
- Grasso al silicone, non è solubile in acqua e previene bene la corrosione
- Grasso al PTFE, anche detto grasso al Teflon (PTFE è la sigla del politetrafluoroetilene, nome scientifico del Teflon).
- Grasso alla vaselina, per usi casalinghi e contatti elettrici, disponibile anche per usi alimentari.
- Grasso alla grafite, per altissime pressioni (EP) e contatti elettrici.
- Grasso al glicerolo, per basse temperature.
- Grasso all'alluminio, per altissime pressioni (EP), idrorepellente e antiemulsionante, adatto agli ingrassatori a pressione.

### Altri tipi di grasso
Esistono materiali solidi che a temperatura ambiente risultano molto morbidi e che hanno proprietà lubrificanti. Questi materiali sono spesso catalogati come grassi sebbene il nome sia improprio perché non manifestano il cambio di viscosità. Altre sostanze talvolta chiamate grassi sono basate sul silicone amorfo e si usano laddove il grasso tradizionale non previene a sufficienza la corrosione o laddove le miscele a base di olio risultano dannose per il materiale. I grassi siliconici garantiscono ottima stabilità anche a temperature elevate e compongono le paste all'ossido di Zinco usate per migliorare la conduzione termica fra i componenti elettronici e i loro dissipatori (per esempio i processori dei computer) e i grassi di sintesi polimerizzati per usi speciali nel campo dell'elettronica e degli strumenti di misura, e della meccanica di precisione per lubrificare piccoli cuscinetti a rotazione ultrarapida e microutensili. Anche alcuni derivati del petrolio, come la vaselina, sono talvolta indicati fra i grassi lubrificanti. 

Menzione a parte meritano i grassi per ambienti a vuoto: devono garantire bassissima volatilità affinché non abbiano a rilasciare sostanze che possano inquinare il vuoto rendendo difficile o impossibile raggiungere e mantenere l'alto vuoto, e non abbiano a perdere le loro caratteristiche lubrificanti in assenza di pressione e di aria. Tra i più diffusi di questa speciale categoria si annovera il Fomblin.

### Additivi
Molte sono le sostanze chimiche usate per enfatizzare alcune caratteristiche del grasso. Il Teflon migliora le proprietà lubrificanti; le resine vegetali unite all'ossido di calcio e miscelate con olio minerale e acqua migliorano la resistenza alle alte pressioni e si usano nei grassi per ingranaggi; il Glicerolo e alcuni esteri migliorano la viscosità alle basse temperature. 

Per le altissime pressioni si usano grassi speciali indicati con la sigla EP (extreme pressure). In queste condizioni i normali grassi sarebbero compressi al punto di assottigliarsi fino a scoprire le superfici a contatto e provocare usura precoce per attrito, mentre gli EP riescono a svolgere il loro ruolo grazie a lubrificanti solidi dispersi nel grasso, di solito Grafite o Solfuro di Molibdeno. Questi lubrificanti solidi avvolgono la superficie metallica e riducono l'attrito anche nel caso in cui il sottile film di grasso dovesse danneggiarsi. 

Altre sostanze a volte usate sono cloro, fosforo, cera cloridrica, fosfati, zinco.